# يوريس فويست
يوريس فويست (8 يناير 1995 بتيرشخيلينج في هولندا - ) هو لاعب كرة قدم هولندي في مركز الدفاع. لعب مع نادي هيرنفين.

## وصلات خارجية
- يوريس فويست على موقع قاعدة بيانات كرة القدم.إي يو (الإنجليزية)
- يوريس فويست على موقع Soccerway.com (الإنجليزية)